# Avlopp

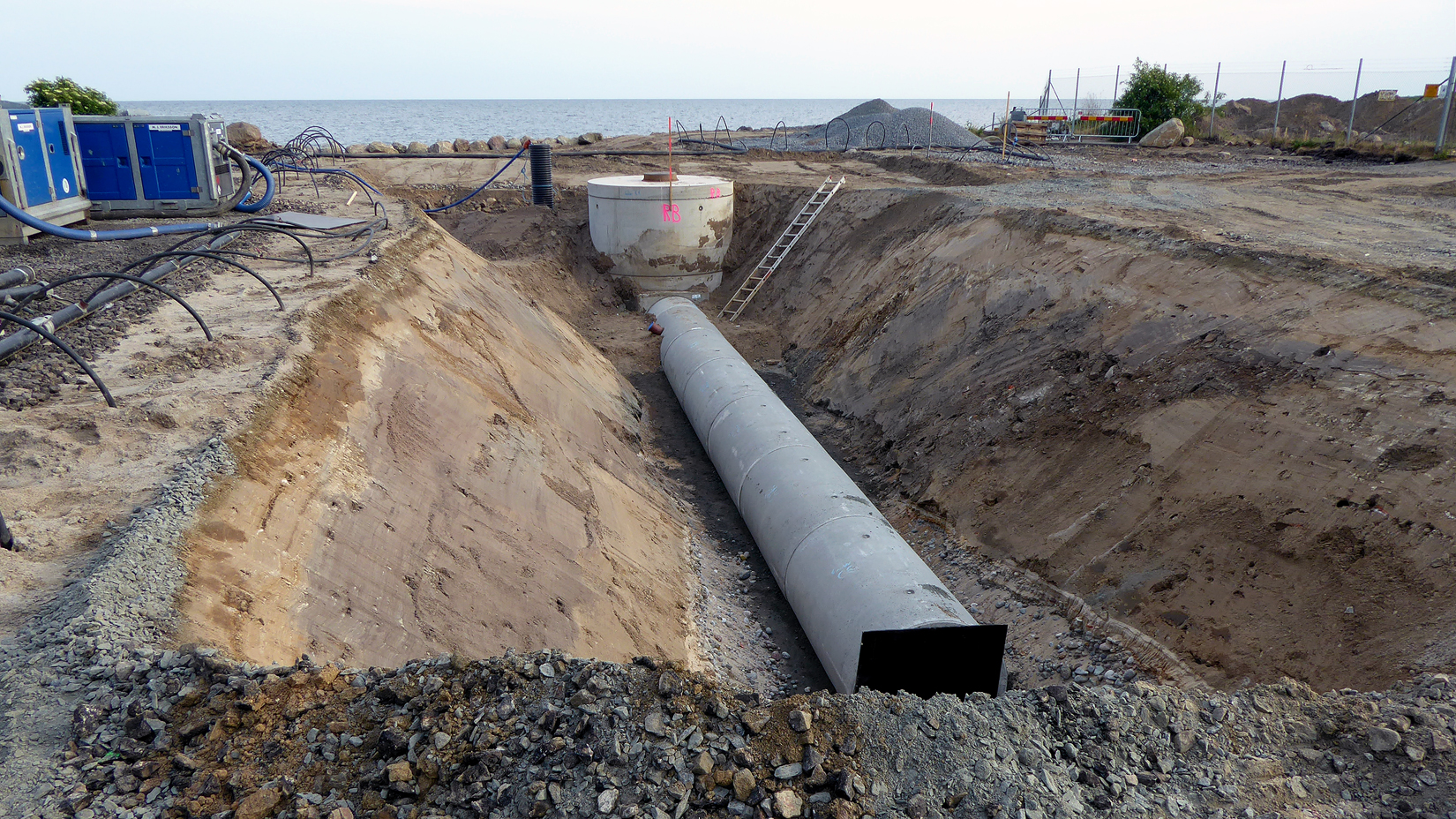
En konstruktion för avlopp vid Världens ände i Ystad 2018.

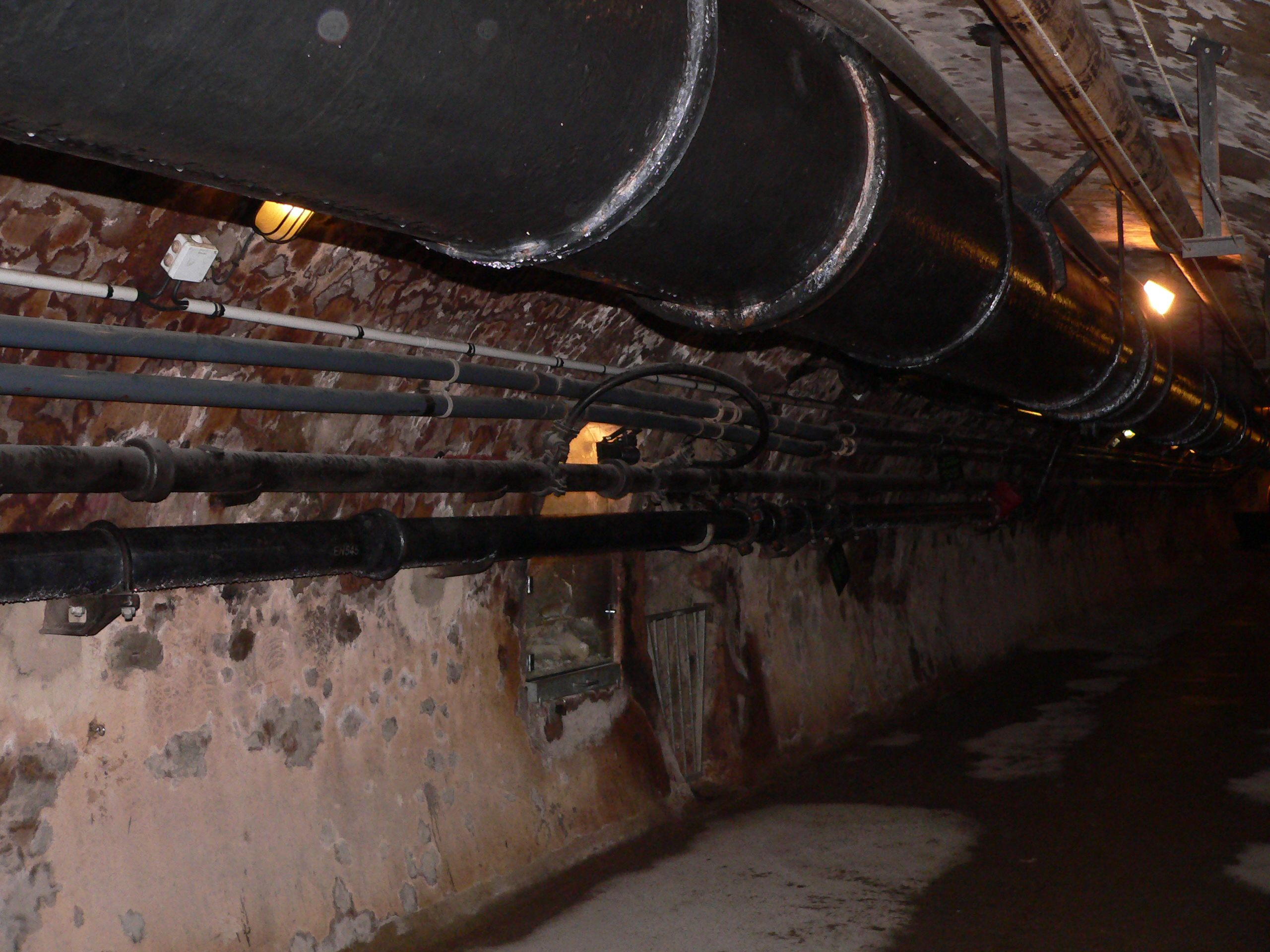
Avlopp i Paris.

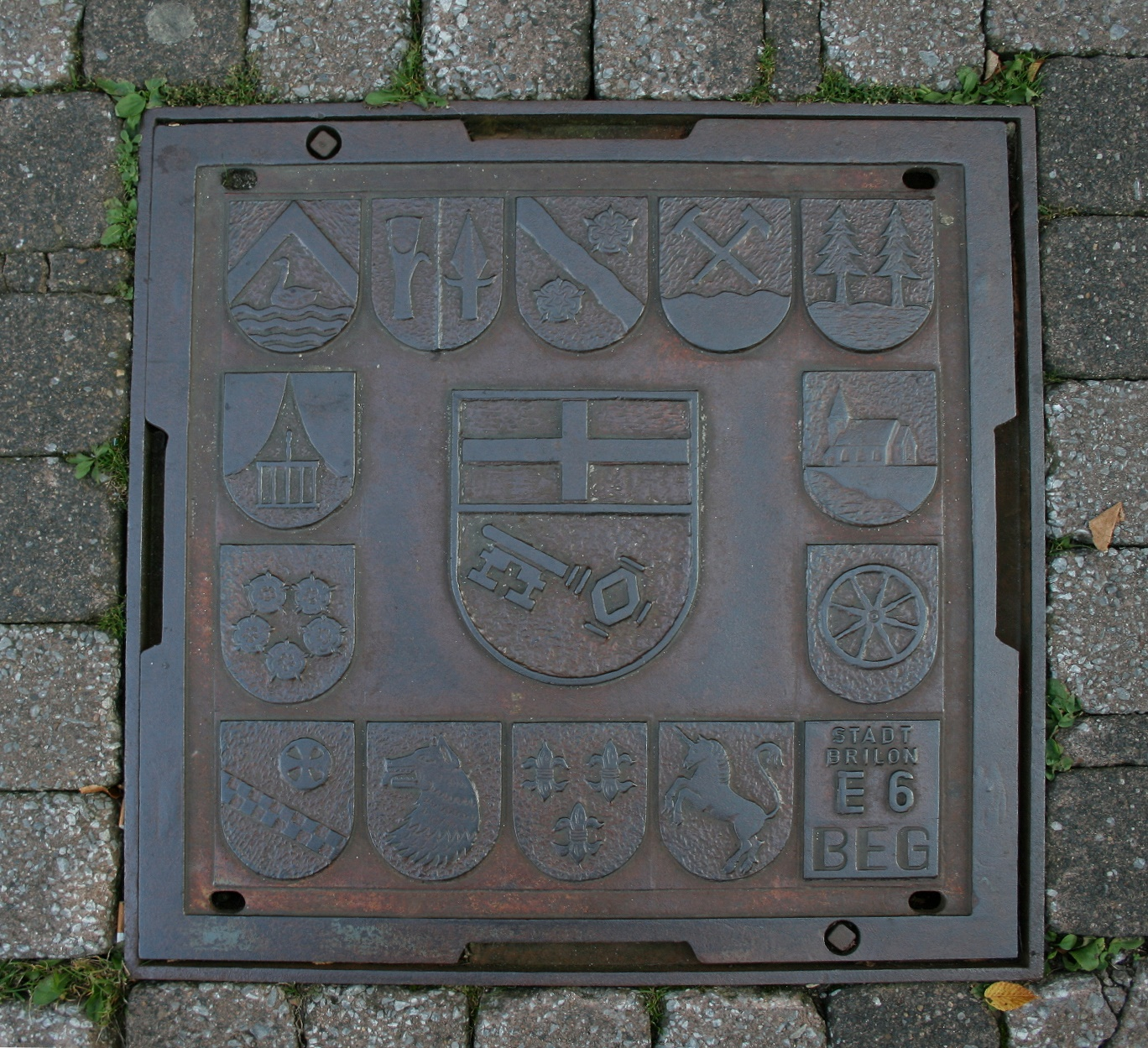
Avloppsbrunn i tyska Brilon

Avlopp, eller avloppssystem, är ett system för att avleda och ta hand om avloppsvatten. I dagligt tal kan avlopp även ha betydelsen avloppsvatten.
I tekniska sammanhang anses avlopp vara en samlingsterm för system för dagvatten och spillvatten. Dagvatten är regnvatten och vatten från till exempel snösmältning. Spillvatten indelas oftast i svartvatten, som är det som spolas ut från toaletter, och gråvatten (eller BDT-vatten), som är smutsigt vatten från bad, duschar, diskning och tvätt.

## Historia
Avloppssystem utvecklades redan under antiken. Antikens Rom hade ett välordnat kloaksystem, varav lämningar ännu återstår i den berömda Cloaca Maxima, som anlades omkring 600 f. Kr. Även i Alexandria, Jerusalem och Kartago fanns under städernas storhetstid omfattande kloakanläggningar. Ganska långt fram i tiden förekom avancerade avloppssystem, i Visby anlades som i andra medeltida städer på kontinenten ett avloppssystem i mitten av 1200-talet.
Under senare tid kom dock de växande storstäderna att få kraftigt underdimensionerade avloppssystem. Nyinvesteringar blev för dyra, och de gamla systemen glömdes bort och förföll. Först på 1800-talet började man åter anlägga kloaksystem efter rationella grunder. Storbritannien var föregångsland, här anlades de första kloaksystemen i murat tegel på 1830-talet. Storbritannien följdes snart av Tyskland och USA. I Sverige påbörjades byggandet av ett avloppssystem i Göteborg 1866 och i Stockholm 1868. De tidiga avloppsledningarna användes främst för disk- och tvättvatten. Att ansluta WC till avloppssystemen var länge förbjudet, och blev vanligt först på 1920-talet.

## Kommunala avlopp
Med ett kommunalt avloppssystem menas en avloppsanläggning som sköts av en kommunal förvaltning eller ett kommunalägt bolag. Till ett sådant system kopplas avloppsvatten huvudsakligen i tättbebyggda områden. Kommunen ser till att avloppsvattnet renas i en reningsanläggning innan det skickas ut till sjöar, hav och vattendrag igen.
I äldre områden kan det förekomma att spillvatten och dagvatten avleds i samma ledning (kombinerat system). I nyare områden finns skilda ledningar för spillvatten respektive dag- och dräneringsvatten (duplikatsystem). Det senare minskar risken för översvämning och inträngning av spillvatten i källare i samband med stora regnmängder.

## Enskilda avlopp
Enligt fastighetstaxeringen 2001 finns i Sverige drygt 850 000 fastigheter som saknar anslutning till kommunalt avloppssystem. Av dessa är cirka 500 000 småhus för permanentboende och resten fritidshus. Många av dessa bostäder har egna reningsanläggningar. Dålig rening av avloppsvatten från enskilda avlopp bidrar till övergödning av vattendragen genom kväve och fosfor. De vanligaste förekommande reningsteknikerna är slamavskiljning med efterföljande infiltrationsanläggning eller markbädd samt minireningsverk. Att enbart ha slamavskiljning som reningsmetod är olagligt. Även stenkistor som rening är olagligt.  
Läs mer under avloppsinfiltration

## Anläggning av avlopp
Avloppsledningar ska förläggas med självfall och det innebär att man monterar ledningen med en lutning. En avloppsledning i ett hus ska förläggas med 1 % (1 cm per meter) lutning. Är lutningen för liten kan det bli stopp, är lutningen för stor rinner vattnet snabbare än de fasta komponenterna vilket också kan orsaka stopp. 
Markavlopp kan förläggas med mindre lutning 0,6 % (0,6 cm per meter) lutning. Går det inte att montera med fall till stammen eller om rördimensionen är för liten finns det avloppspumpar som kan lösa det problemet.
För att få anlägga ett enskilt avlopp krävs tillstånd från det kommunala Miljökontoret. För att ändra placering eller installera avlopp i sitt hus kan bygganmälan krävas.

## Juridisk reglering av avlopp i Sverige

### Miljöbalken
Utsläpp av avlopp är definierat som miljöfarlig verksamhet i miljöbalken. I balkens mening är avloppsvatten:
1. spillvatten eller annan flytande orenlighet
2. vatten som använts för kylning
3. vatten som avleds för sådan avvattning av mark inom detaljplan som inte görs för en viss eller vissa fastigheters räkning (dagvatten)
4. vatten som avleds för avvattning av en begravningsplats.

Spillvatten och annan flytande orenhet omfattar bl.a. avloppsvatten från hushåll och industrier och lakvatten från deponier. Med vatten som använts för kylning avses alla slags kylvatten, exempelvis kylvatten från kylning vid en industriprocess och vatten som används för att kyla ett värmesystem.
Med dagvatten avses tillfälliga flöden av exempelvis regnvatten, smältvatten, spolvatten och framträngande grundvatten. Dränvatten är sådant vatten i marken som avleds genom dränering.
Formuleringen vatten som avleds för sådan avvattning av mark inom detaljplan som inte görs för en viss eller vissa fastigheters räkning har ibland vållat tolkningssvårigheter, men har ansetts täcka merparten av allt dagvatten och dränvatten som avleds inom ett detaljplanelagt område.
Att avledandet inte bara får gälla för en viss eller vissa fastigheter skall (enligt prop 2005/06:78) förstås så att det inte innefattar att enstaka fastighetsägare som genom särskild ledning avleder dag- och dränvatten enbart för sina fastigheter.
I de fall dag- och dränvatten från exempelvis husgrunder, tomter, trädgårdar och trafikleder inom en detaljplan avleds genom en för området eller del av området gemensam ledning är det dock i regel att anse som avloppsvatten och när avledandet sker genom en allmän avloppsanläggning är det alltid avloppsvatten (enligt prop 2005/06:78).
Avloppsvatten enligt 1-4 får endast släppas ut orenat i vattenområden om det är uppenbart att det kan göras utan risk för olägenhet för miljö eller hälsa enligt "Förordning om miljöfarlig verksamhet och hälsoskydd".

### Lagen om allmänna vattentjänster
I lagen om allmänna vattentjänster  görs en i viss mån vidare definition av avloppsvatten då detaljplanekravet – som finns i miljöbalken – slopas. Lagens definition av avlopp är:
- bortledande av dagvatten och dränvatten från ett område med samlad bebyggelse, eller från en begravningsplats, bortledande av spillvatten eller bortledande av vatten som har använts för kylning.
- Med samlad bebyggelse menas, enligt praxis, 20–30 fastigheter.